# Шанхайская история (фильм, 1954)
«Шанхайская история» (англ. The Shanghai Story) — американский фильм нуар 1954 года, снятый режиссёром Фрэнком Ллойдом, основанный на романе Лестера Ярда.

## Сюжет
Шанхай. Вторая половина 40-х годов. Народно-освободительная армия Китая ведёт тяжёлую и кровопролитную войну. Тюрьмы Шанхая переполнены невиновными людьми, выступающими против действующего режима. Власти ведут борьбу по выявлению потенциальных шпионов среди североамериканских и европейских граждан, проживающих в городе. В связи со сложившейся обстановкой иностранцы мечтают получить выездную визу и вернуться на родину. Полицейские привозят в отель группу подозреваемых иностранных граждан с целью выявления вражеского агента, который отправляет важную военную информацию в Западные страны. До выявления шпиона всем подозреваемым запрещается покидать здание отеля…

## В ролях
- Рут Роман — Рита Кинг
- Эдмонд О’Брайен — доктор Дэн Мейнард
- Ричард Джекел — Наклз Грир
- Барри Келли — Рики Долмайн
- Уит Бисселл — Пол Грант
- Бэзил Руисдейл — преподобный Холлингсворт
- Марвин Миллер — полковник Зорек
- Ивет Дугай — Лиа Де Верно
- Пол Пичерни — Эмилио Де Верно
- Изабель Рэндольф — миссис Мерривезер
- Филип Ан — майор Лин Ву
- Франсис Рафферти — миссис Уоррен
- Фрэнк Фергюсон — мистер Халджерсон
- Джеймс Гриффит — Карл Хойт
- Джон Элвин — мистер Джон Уоррен
- Фрэнк Апулия — мистер Чен
- Виктор Сен Юнг — Сунь Ли
- Джанин Перро — Пенни Уоррен
- Ричард Лу — младший офицер
- Джеймс Хонг — водитель (нет в титрах)

## Съёмочная группа
- Режиссёр: Фрэнк Ллойд
- Продюсер: Фрэнк Ллойд
- Сценаристы: Стив Фишер, Сетон И. Миллер
- Оператор: Джек А. Марта
- Композитор: Р. Дейл Баттс[нем.]